# Université d'État d'Irkoutsk
L'Université d'État d'Irkoutsk (en russe : Иркутский государственный университет) est une université fondée en octobre 1918 dans la ville d'Irkoutsk, en Sibérie (Russie).

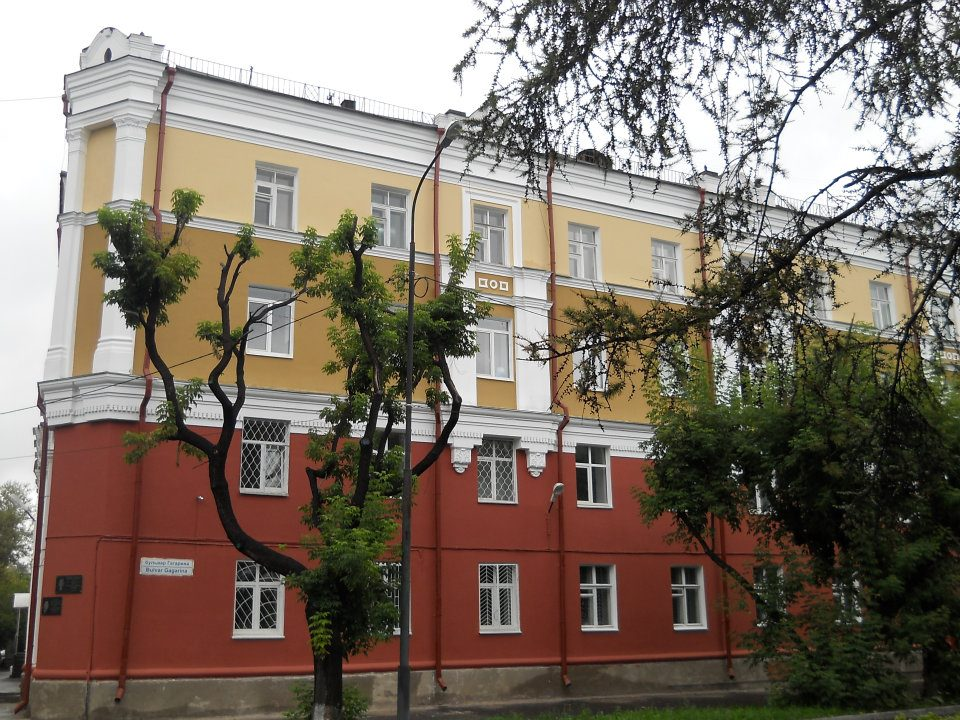
Faculté de Philologie et de Journalisme de l'Université d'État d'Irkoutsk.
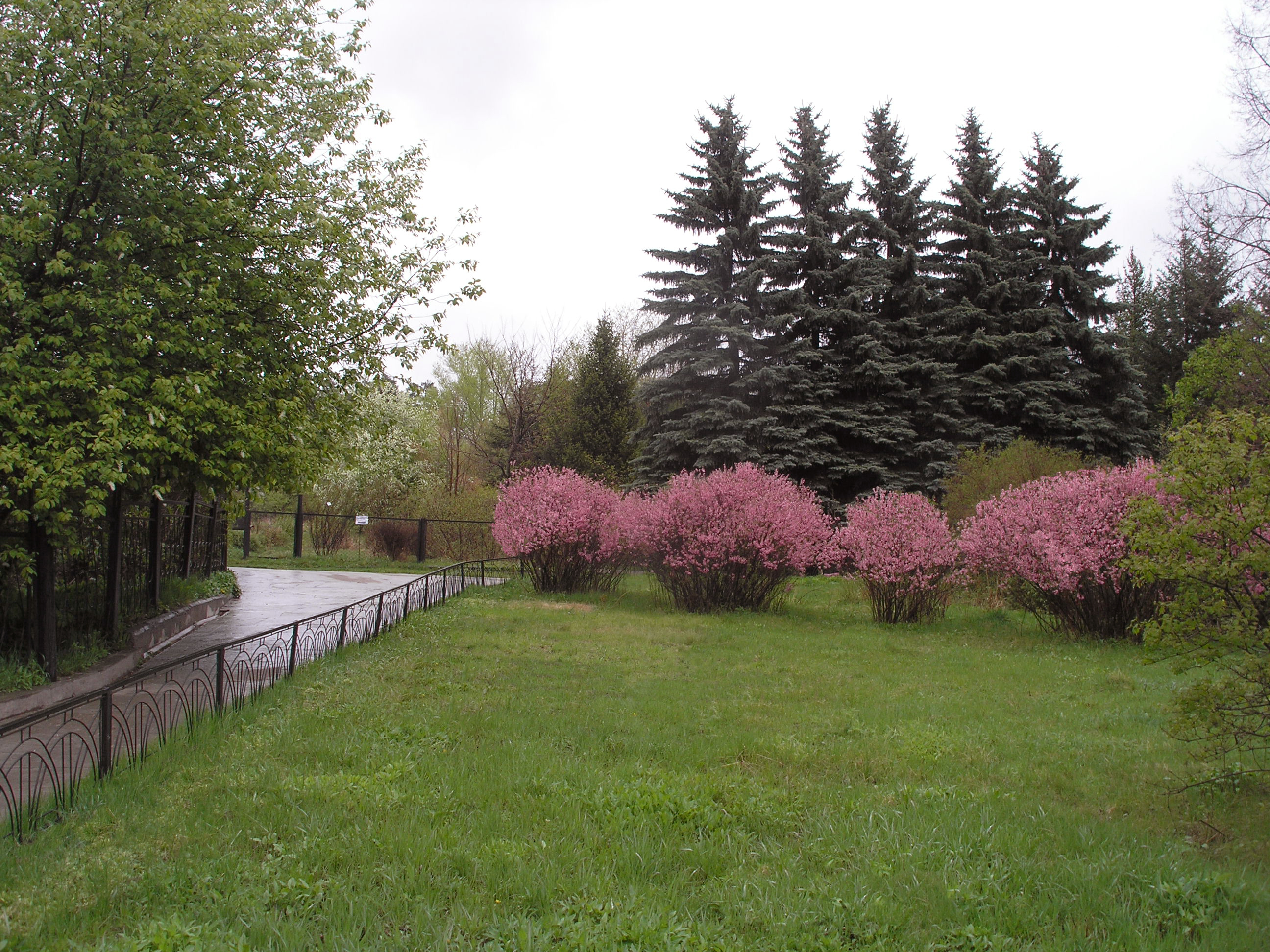
Jardin botanique d'Irkoutsk

## Élèves célèbres
- Vassili Sapojnikov, géographe et botaniste ;
- Valentin Raspoutine, écrivain ;
- Alexandre Vampilov, écrivain ;
- Mark Sergueïev, poète ;
- Ievgueni Chernikine, zoologiste et écologiste ;
- Baatarsuren Shuudertsetseg, journaliste, écrivaine, réalisatrice, humanitaire et militante mongole.